# Liste der japanischen Literaturpreise
Zu den in Japan vergebenen Literaturpreisen gehören:
- Akutagawa-Preis
- Bunkamura Prix des Deux Magots
- Chūōkōron-Literaturpreis
- Chūōkōron Shinjin Shō
- Dazai-Osamu-Preis
- Edogawa-Rampo-Preis
- Frauenliteraturpreis
- Großer Preis der Buchhändler
- Großer Preis für japanische Literatur
- Gunzō-Nachwuchspreis
- Hagiwara-Sakutarō-Preis
- Hirabayashi-Taiko-Literaturpreis
- Hirosuke-Märchen-Preis
- Iketani-Shinzaburō-Preis
- Itō-Sei-Literaturpreis
- Izumi-Kyōka-Literaturpreis
- Kawabata-Yasunari-Literaturpreis
- Kikuchi-Kan-Preis
- Kishida-Kunio-Preis
- Kiyama-Shōhei-Literaturpreis
- Literaturpreis Roter Vogel
- Mainichi-Kunstpreis
- Maltese Falcon Award
- Mishima-Preis
- Murasaki-Shikibu-Literaturpreis
- Naoki-Preis
- Noma-Literaturpreis
- Ōe-Kenzaburō-Preis
- Ogawa-Hideo-Preis
- Osamu-Tezuka-Kulturpreis
- Preis der japanischen Akademie der Künste
- Preis des Verbandes japanischer Kinderbuchautoren
- Seiun-Preis
- Shimase-Preis für Liebesgeschichten
- Shinran-Preis
- Takami-Jun-Preis
- Takiji-Yuriko-Preis
- Tamura-Toshiko-Preis
- Tanizaki-Jun’ichirō-Preis
- Tsukahara-Kenjirō-Literaturpreis
- Yomiuri-Literaturpreis